# Мениджмънт
Вижте пояснителната страница за други значения на Мениджмънт.
Мениджмънт е управление на екипи в организации или компании, корпорации, това е мениджмънт на работния процес на екипите или на общата дейност на организацията или корпорацията от главния мениджър, и също сбора от  ръководни решения в една  организация, корпорация или компания. Мениджмънт екипа използва различни ресурси, като технологични, научни (книги, ръководства, спецификации), а също има подспециалност управление на човешки ресурси;  също така мениджмънт екипи могат да работят и с други ресурси като капитал, организационни материални и нематериални активи, за да се постигнат различни организационни и корпоративни цели.
Мениджмънтът също е учебна, изследователска, приложна, научна и академична дисциплина, която се изучава и е част от изследванията във водещите корпорации,  чрез образователни материали, курсове, както и в университети, които може да са на български, английски, немски, в САЩ, Великобритания, както и у нас, и в други страни по света. 
По време на социализма управление се изучава в днес УНСС, по-късно към това се присъединяват факултетите по социални науки, а днес в повечето водещи университети тази дисциплина се преподава като самостоятелна или в нейните специфики в отделни факултети на УНСС и СУ, или като част от отделна програма по различни програми за бизнес администрация или политология и обществени политики (пак в УНСС).
Мениджмънтът обхваща планирането, организирането на производствата, както и управление на персонала; ръководство, насочване и контролиране на организациите от главния мениджмънт (на група от един или повече работещи с трудов договор или компании, които имат подконтракти като юридически субект) или в усилията за постигане на дадена научна цел. Също това е управлението на персонала, технологичните и финансовите  ресурси, както и природните ресурси.
Организацията и управлението на работния процес е от основна важност за ефективността и качеството на софтуерните и други продукти, както и за самата работа на служителите на тяхното работно място. Мениджърът като ръководещ  даден проект трябва да наема и поддържа за проекта, достатъчен брой работещи за екипа си, за да осъществи дадените му проекти и да спази желаните и поставени за проектите срокове. Всеки един мениджър от мениджърския екип трябва да е достатъчно квалифициран и да продължава своето обучение и квалификация, за да работи без затруднение по своите мениджърски проекти и задачи, които са му дадени и поставени от по-висшия мениджмънт, както и за да намери решения на проблемите, които могат да са разнообразни и които  възникнат по време на работния процес, но които могат да бъдат и основа за нови мениджърски подходи или дори нови проекти по работата на организацията.
Мениджърът трябва да разговаря с всеки работещ в неговия екип поотделно и самостоятелно (конфиденциално), за да му даде възможност да се запознае добре с неговата част от работата по проекта и да се увери, че този член на работния екип е достатъчно наясно с поставената му конкретна задача, както и с отговорностите по нейното изпълнение. В някои случаи, когато е необходимо за работата по проекта, или през определени интервали мениджърът може да събере целият екип за да разговарят върху проекта (виж например мениджмънт на Аджайл). В по-големите производства мениджърът на работещите може да говори с целите екипи по тяхното обучение и направление в работата им, както при постъпването им на работа, така и при възлагането на новите проекти. Направляването на персонала или работещите от мениджмънт екипа може да бъде почти минимално при вече добре обучени и опитни екипи, които могат да работят самостоятелно върху своята част от проекта, като заедно с доброто планиране и организиране на работния процес от страна на екипа от мениджъри.

## Аспекти на мениджмънта
Мениджърът като част от своята работа има няколко ключови задачи:
Планиране
Планирането е неотменна част по работата на мениджъра върху всеки етап от проекта му. Планирането е свързано с определяне на целите, перспективите по работата и "намеренията за работа" на екипа по проекта. Изготвянето на добро мениджмънт планиране е основен момент за бъдещото развитие на проекта, тъй като може да спести ненужното забавяне на работата по проекта и отделните процеси по включените в нея задачи. Планирането включва и изготвяне на допълнителни,  резервни планирания, в случай че първият, основен план по проекта не работи.
Документация по проекта
Като част от работата по даден проект, мениджърът изготвя, попълва документация и докладва на по-висшия мениджмънт.
Ръководене на екипите
Мениджърът работи с екипите си по изпълнение на задачите.
Осигуряване на ресурси за екипите
Мениджърът проверява състоянието на ресурсите на работещите в неговия екип като технологични ресурси, инструменти, както и работното им място в офиса или  фабриката.
Проверява и заплащането на екипите си, дали е осигурено от отдела на компанията, който се занимава с това.
Наема нови членове на екипа си за новите задачи от проекта си или за нови проекти.

## Видове мениджмънт
Мениджмънтът според типа работа на организацията може да бъде:
- IT мениджмънт
  - Софтуерен мениджмънт

- Мениджмънт на преводи

- HR мениджмънт

## Здравен, медицински и фармацевтичен мениджмънт
Здравният и медицински мениджмънт е управление на медицински екипи, на лекарите, специалистите и друг вид медицински персонал, като включва ръководенето на работни проекти, които са част от работата на съответния медицинския отдел (напр. хирургия), или в някои случаи като реакция при определен тип медицински събития (за спешни отделения или при спешна обстановка), това може да включва вземането на управленски решения за отделна медицинско-научна институция, като Институт Пирогов, например, както и такива, които може да имат отношение за сферата на здравеопазването като цяло и може да бъде свързано с другите държавни, съюзни, на ЕС сектори като медицина и здравеопазване, икономика, пазар, научен сектор, образователен сектор, право, социум, общество и другите науки, с които медицината обменя опит или е свързана, като например технологичния сектор. Здравните и медицинските мениджъри работят в различните държавни и частни здравни, медицински институции и лечебни заведения, регионалните здравни инспекции, а във фармацевтичния сектор - фармацевтични компании, представителства, както и с държавна и частни здравно-осигурителни каси. Такива постове и длъжности могат да бъдат заемани от лекарите, които са достатъчно компетентни и обучени да работят в сферата на мениджмънта и изпълняват функциите на здравния или медицинския мениджър. Техните задачи включват: ръководене и организиране на кадрите, наемане на квалифициран персонал, обучение на персонала, заплащане на медицинските екипи, а в някои случаи и  взимане на активно участие в здравната и медицинска политика, и когато е необходимо въвеждане на обмислени здравни реформи. Често лекарите и мениджърите лекари, които се занимават с медицински и фармацевтичен мениджмънт могат да бъдат съветници и да оказват и консултантска помощ в различните държавни и правителствени структури на здравеопазването, медицински звена, лечебни заведения, а ако е необходимо и с неправителствени организации. Когато са необходими, здравните реформи се въвеждат с цел подобряване качеството на предлаганите на пациентите медицински услуги, и за ефективно използване и оползотворяване на финансовите средства, които са отпускани от държавата и за заплащане, което е свързано с медицинските проекти, е извършвано в дадените срокове и е справедливо възнаграждение на медицинските работници. Това също така може да подобри значително качеството на предлаганите от здравните звена и лечебни заведения услуги.

### Нива на мениджмънт и организация в здравеопазването
В България здравният и медицински  мениджмънт е организиран на три нива:
- Здравно управление или висш мениджмънт (мениджмънт на политическо или подполитическо ниво) – представляван е от основните учебни институции и Министерство на здравеопазването и участва във взимането на решения от национално и наднационално (ЕС) значение (участието в общите за ЕС политики, когато е необходимо въвеждане на здравни реформи, методика на развитие на здравната система и др.).
- Медицински мениджмънт

Управлява медицинския персонал, неговата работа и координира неговата работа по конкретните задачи на медицинските екипи (особено за спешните отделения), мениджмънт на средно ниво, упражнява се в районните центрове по здравеопазване.
- Оперативен мениджмънт в медицината –  отнася се за мениджмънт в областта на хирургията или медицинското системно администриране, като в него участват съответно екипите от хирурзи, техните асистенти, и други работещи в/за хирургичните екип, или съответно екипите от програмисти, системни администратори, поддръжка на интернет мрежа, наблюдаване на медицинската мрежа, и съответно директорите на тези медицински звена и лечебните заведения (парадоксално, като се има предвид, че под "лечебно заведение" се разбира поликлиника, в която няма хирургия или интернет, тоест област на здравеопазването у нас, където има от типа социалистическа комуникационна и мрежова непроходимост и заедно с това или в резултат на това липсват висококвалифицирани специалисти).